# Kasiva Mutua
Pour les articles homonymes, voir Mutua.
Kasiva Mutua est une percussionniste kenyanne, qualifiée par le Daily News Egypt
de « l'une des meilleures batteuses du Kenya ».
En 2017, elle est nommée Global TED Fellow.

## Biographie

### Enfance
Mutua Kasiva apprend à jouer de la batterie traditionnelle auprès de sa grand-mère dès l'âge de six ans,. Dans sa communauté d'un village du Kenya, il n'était pas permis aux femmes de jouer du tambour, bien que sa grand-mère ait un petit tambour qu'elle utilisait pour raconter des histoires. Dans son parcours pour devenir batteuse, elle fait face à de nombreux problèmes, notamment la destruction de son instrument à plusieurs reprises, en raison du tabou contre les femmes jouant de la batterie,. Cependant, elle continue à jouer et participe à des festivals de musique lorsqu'elle est lycéenne.
Elle est titulaire d'un diplôme en journalisme de l' Université de Busoga.
Elle fait partie du programme One Beat en 2013. En 2014, elle rejoint le Nile Project qui soutient les artistes des pays environnants et touchés par le Nil et comporte une composante militante.
Mutua Kasiva est cofondatrice d'un groupe de percussions entièrement féminin appelé MOTRA (pour MOdern and TRAditional Rhythms). Le groupe est créé en 2015 et comprend huit membres. En 2021, Mutua habite à Nairobi.
Selon Daily News Egypt en 2016, elle est l'une des meilleures batteuses du Kenya.
En 2017, elle est nommée Global TED Fellow.

## Pour approfondir